# Церевайка
Церевайка (на сръбски: Церевајка или Cerevajka; на албански: Caravajka) е село в Югоизточна Сърбия, Пчински окръг, община Прешево.

## Население
Албанците в община Прешево бойкотират проведеното през 2011 г. преброяване на населението.
Според преброяването на населението от 2002 г. селото има 70 жители.

### Етнически състав
Данните за етническия състав на населението са от преброяването през 2002 г.
- албанци – 67 жители (95,71%)
- мюсюлмани – 3 жители (4,28%)